# Andreas Heinrich Bucholtz

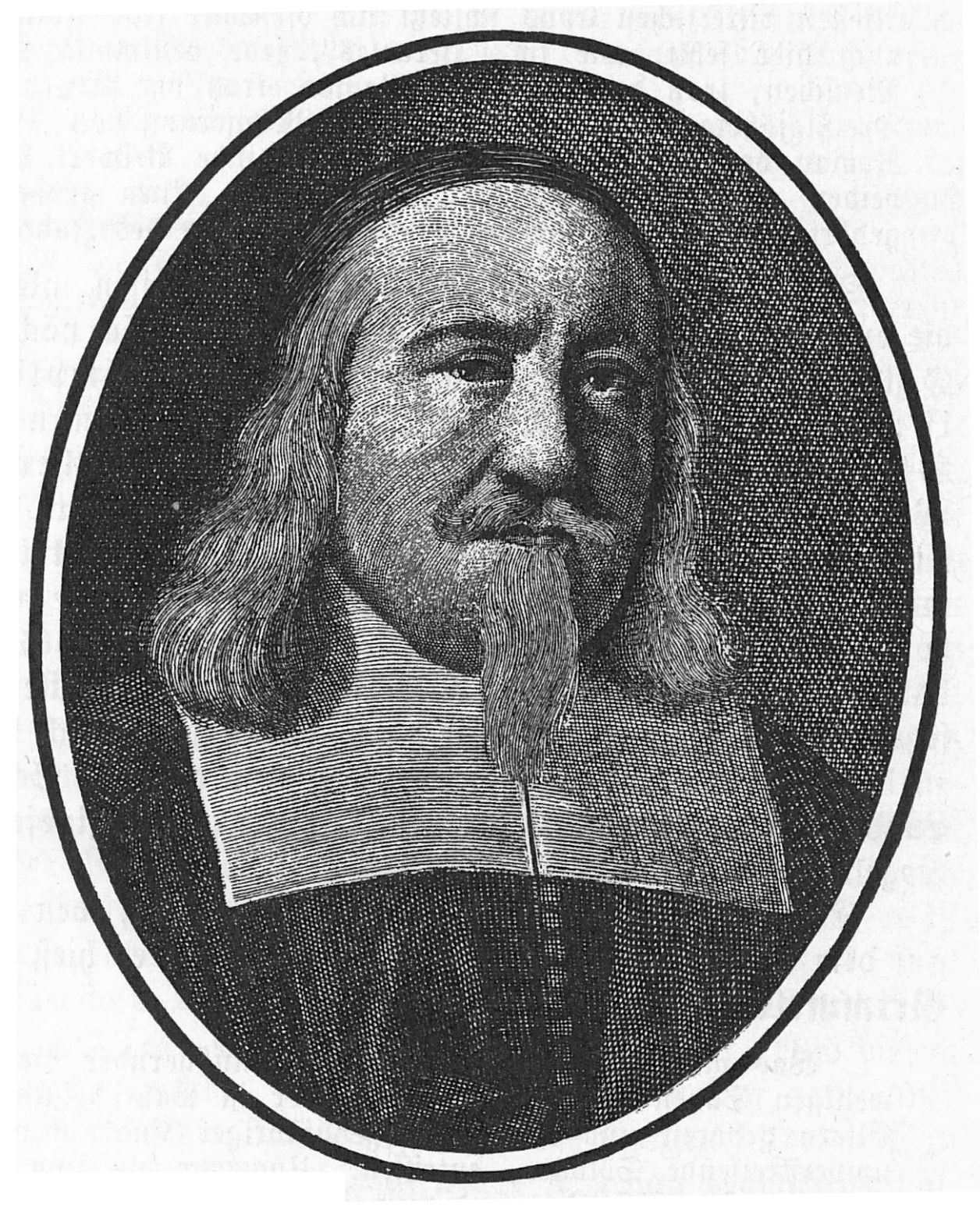
Andreas Heinrich Bucholtz.

Andreas Heinrich Bucholtz, född den 25 november 1607 i Schöningen, död den 20 maj 1671 i Braunschweig, var en tysk luthersk teolog och författare.
Bucholtz skrev två för renässansens romandiktning typiska romaner, Des christlichen teutschen Grossfürsten Herkules und der ... Fräulein Valiska Wundergeschichte (1659–1660) och Des christlichen königlichen Fürsten Herkuliskus und Herkuladisla ... Wundergeschichte (1665), vilka livligt beundrades av samtiden och ofta omtrycktes.